# Loriculus
Loriculus là một chi chim trong họ Psittacidae.